# Leichtathletik-Halleneuropameisterschaften 2017/Teilnehmer (Bulgarien)
| Gelbes Symbol für Goldmedaillen mit stilisierten Olympischen Ringen | Graues Symbol für Silbermedaillen mit stilisierten Olympischen Ringen | Braundes Symbol für Bronzemedaillen mit stilisierten Olympischen Ringen |
| ------------------------------------------------------------------- | --------------------------------------------------------------------- | ----------------------------------------------------------------------- |
| —                                                                   | 1                                                                     | —                                                                       |

Aus Bulgarien starteten zwei Athletinnen und sechs Athleten bei den Leichtathletik-Halleneuropameisterschaften 2017 in Belgrad, die eine Silbermedaille errangen.

## Ergebnisse

### Frauen

#### Laufdisziplinen
| Athletin      | Disziplin | Vorlauf | Vorlauf | Halbfinale | Halbfinale | Finale             | Finale             |
| Athletin      | Disziplin | Zeit    | Platz   | Zeit       | Platz      | Zeit               | Platz              |
| ------------- | --------- | ------- | ------- | ---------- | ---------- | ------------------ | ------------------ |
| Inna Eftimowa | 60 m      | 7,40 s  | 16      | 7,42 s     | 17         | nicht qualifiziert | nicht qualifiziert |

#### Sprung/Wurf
| Athletin             | Disziplin   | Qualifikation | Qualifikation | Finale     | Finale |
| Athletin             | Disziplin   | Weite         | Platz         | Weite      | Platz  |
| -------------------- | ----------- | ------------- | ------------- | ---------- | ------ |
| Radoslawa Mawrodiewa | Kugelstoßen | 17,70 m       | 7             | 18,36 m PB | Silber |

### Männer

#### Laufdisziplinen
| Athlet         | Disziplin | Vorlauf | Vorlauf | Halbfinale         | Halbfinale         | Finale             | Finale             |
| Athlet         | Disziplin | Zeit    | Platz   | Zeit               | Platz              | Zeit               | Platz              |
| -------------- | --------- | ------- | ------- | ------------------ | ------------------ | ------------------ | ------------------ |
| Denis Dimitrow | 60 m      | 6,82 s  | 21      | nicht qualifiziert | nicht qualifiziert | nicht qualifiziert | nicht qualifiziert |

#### Sprung/Wurf
| Athlet            | Disziplin   | Qualifikation | Qualifikation | Finale             | Finale             |
| Athlet            | Disziplin   | Höhe/Weite    | Platz         | Höhe/Weite         | Platz              |
| ----------------- | ----------- | ------------- | ------------- | ------------------ | ------------------ |
| Tichomir Iwanow   | Hochsprung  | 2,28 m        | 1             | 2,27 m             | 4                  |
| Zlatozar Atanasow | Dreisprung  | 15,96 m       | 17            | nicht qualifiziert | nicht qualifiziert |
| Georgi Zonow      | Dreisprung  | 16,73 m       | 7             | 16,78 m PB         | 8                  |
| Rumen Dimitrow    | Dreisprung  | 16,36 m SB    | 12            | nicht qualifiziert | nicht qualifiziert |
| Georgi Iwanow     | Kugelstoßen | 18,94 m       | 20            | nicht qualifiziert | nicht qualifiziert |